# 日本人の海外活動に関する歴史的調査
『日本人の海外活動に関する歴史的調査』（にほんじんのかいがいかつどうにかんするれきしてきちょうさ）は、第二次世界大戦後、大蔵省管理局によって刊行された、明治初期から第二次大戦期に至る時期の、海外における日本人の活動を概観した報告書である。欧米篇を除くすべての篇が、日本により植民地統治・軍事占領が行われていたアジアの各地域を扱い、多くの基本的統計を含んでいることから、これらの地域と日本の歴史的関係を知るための重要文献・史料とされている。

## 成立の事情
敗戦直後の1946年9月、大蔵省は、日本人の在外財産の処理と連合国の賠償支払問題への対応のため、省内に「在外財産調査会」を発足させた。調査会は満洲・朝鮮・台湾・北支（中国北部）・中南支（同中南部）・樺太・欧米・南方（第1・第2）・南洋群島の各地域分会に分かれ、1949年1月、在外財産評価推定の作業を行った。
この調査をもとに猪間驥一（元東亜研究所所員・満洲商工公会常務理事）・鈴木武雄（京城帝大教授）・北山冨久二郎（台北帝大教授）・金子滋男（台湾銀行）らの編纂による『日本人の海外活動に関する歴史的調査』全11篇37冊が1947年12月ころ作成された。この報告書は1950年までに大蔵省管理局より刊行され、各方面に配布された（この時点では一般に公刊されていない）。
「序」には、「日本及び日本人の在外財産の生成過程は、言わるるような帝国主義的発展史ではなく」「日本人固有の経済行為であり、商取引であり、文化活動であった」とあるように、明確に日本の植民地支配を肯定する立場に立っている。そのような政治的バイアスにもかかわらず、多くの基本的な統計資料を含んでいることから、日本による植民地支配の歴史を研究する際の基本文献とされている。

## 全巻の構成
- 通巻第1冊：総論の1・2
- 通巻第2-11冊：朝鮮篇(第1-10分冊)
- 通巻第12-17冊：台湾篇(第1-6分冊)
- 通巻第18-19冊：樺太篇(第1-2分冊)
- 通巻第20-21冊：南洋群島篇(第1-2分冊)
- 通巻第22-25冊：満洲篇(第1-4分冊)
- 通巻第26冊：北支篇
- 通巻第27-28冊：中南支篇(第1-2分冊)
- 通巻第29冊：海南島篇
- 通巻第30-34冊：南方篇(第1-5分冊)
  - 佛印・暹羅・緬甸・英領馬來・蘭印・比島からなる。
- 通巻第35冊：欧米篇
- 通巻第36冊：総目録

## 復刻版刊行の経緯
先述の通りごく限られた関係者のみに配布された部外秘の報告書であったにもかかわらず、高水準の学術的内容を含むことから、研究者の間では早くからその存在が知られており、一部ではマイクロフィルムやコピーといった非公式な形で密かに閲覧されていた。
1970年代、復刻版の刊行が研究者により企てられたが、著作権侵害として国から刊行差し止めが求められ敗訴した（最高裁昭和59年3月9日判決:事件番号57（オ）753）ことから実現しなかった。
2000年、ゆまに書房から小林英夫の監修により全23巻の復刻版が刊行されている。

## 関連文献
- 小林英夫（監修） 『日本人の海外活動に関する歴史的調査』（復刻版）全23巻（24分冊） ゆまに書房（紀伊國屋書店発売）、2000年　ISBN 4878020431
- 同 『日本企業のアジア展開 －アジア通貨危機の歴史的背景－』 日本経済評論社、2000年　ISBN 481881184X
- 同 『戦後アジアと日本企業』 岩波新書、2001年　ISBN 4004307252